# 亞歷山德拉·拉多維奇
阿烈山㼀娜·納朵棫嬨（羅馬化：Aleksandra Radović，1974年9月10日—），是塞爾維亞著名流行女歌手，出生地爲前南斯拉夫塞爾維亞马奇瓦州的一個名叫博加蒂奇的城鎮。她是一名女低音，與其他塞爾維亞流行女歌手不同，她比較擅長節奏藍調以及靈魂樂等洋化曲風。她夙有"The Icon of "Serbian soul""的美譽，也是巴爾幹半島最受歡迎的歌手之一。

## 早年生活

### 1983年－1989年
納朵棫嬨分別於博加蒂奇的低音樂學院學習手風琴以及於沙巴茨的低音樂學院學習聲樂。

### 1989年－1993年
納朵棫嬨完成低音樂學院課程後，她於沙巴茨的一所高中音樂學院學習樂理（作曲與作曲技術理論）以及專業聲樂。
畢業後，她再於諾維薩德的一所音樂藝術學府學習不同的音樂知識。

## 音樂事業

### 發展歷程

#### 1997年－1998年
在1997年，納朵棫嬨開始從事幕後音樂製作的工作室音樂人(session musician)，專門錄音寫歌。與此同時，她成爲塞爾維亞電台主持人。

#### 1998年－2002年
在2000年，納朵棫嬨首先於新海爾采格舉辦的陽光巖石音樂節上公開露面，在那裏她演唱了歌曲“浴血奮戰” (Бори се)。
在1998年至2002年期間，納朵棫嬨爲RTV Pink的各種電視節目錄製了主題曲。與此同時，她成爲SCG最受歡迎的幕後伴唱歌手之一。

#### 2003年－2004年
在2003年7月，納朵棫嬨取得了她的第一個巨大成功，在陽光巖石音樂節上演唱了歌曲“宛如置於湛碧大海中”（Као со у мору），並贏得了銀獎 - 第二名。從那一刻起，她的職業歌手生涯便開始了。同年兩個月後，她透過塞爾維亞知名唱片公司City Records發行了其首張專輯“阿烈山㼀娜·納朵棫嬨 (Александра Радовић）”，她還爲專輯寫了六首作品，而專輯曲風爲節奏藍調及靈魂樂。該專輯獲得極大成功，並憑仗它取得了六個音樂獎項。
1. 年度首張專輯（崥嶴視像 (Беовизија) 2003）
2. 年度發現（2003年度人氣奧斯卡獎）
3. 年度之聲（Radio Perper 2003）
4. 流行歌手SCG（2004年廣播節）
5. 最佳歌唱技巧女歌手（帝王頒獎典禮 (Принчеве награде) 2004）
6. 年度歌手 - （法蘭克福新聞 (Франкфурт вести) 2004）[1]

她甫出道便急驟竄紅，躋身一線歌手之列，最終，這張專輯總銷售量於塞爾維亞達六萬張。

#### 2005年－2007年
在2005年，納朵棫嬨參加了布帆旗音樂節(Будвански фестивал)，並以一曲“南部地圖 (Карта за југ) ”，獲得了第二名，而在2006年這首歌曲獲得了最佳歌詞獎，以及獲得 Radio Perper 2005年15首最受熱播歌曲之一的獎項。
在2006年4月，納朵棫嬨推出了一首名爲“汝非吾 (Ниси мој)”的單曲。同年7月25日，她透過塞爾維亞知名唱片公司City Records發行了其第二張專輯“結合位點工具（Доммино）”，她還爲專輯寫了五首作品，而專輯曲風爲流行舞曲、節奏藍調及靈魂樂。該專輯獲得成功，並憑靠它取得了四個音樂獎項。
1. 年度歌手（2006年廣播節）
2. 年度流行專輯（2006年度人氣奧斯卡獎）
3. 年度歌手（崥嶴視像 (Беовизија)  2007）
4. 最佳歌唱技巧女歌手（帝王頒獎典禮 (Принчеве награде) 2006）

在2007年9月，納朵棫嬨發行了單曲“扮演 (Свирај)”，並於2007年11月11日在貝爾格萊德的砂砝中心（Сава Центар）舉行了其第一場音樂會。在音樂會上，她演唱了她的專輯“阿烈山㼀娜·納朵棫嬨（Александра Радовић）”及“結合位點工具（Доммино）”內的歌曲。

#### 2009年－2011年
在2009年，納朵棫嬨透過塞爾維亞知名唱片公司City Records發行了其第三張專輯“恐懼鳥（Жар Птица）”。之後，SOKOJ宣布這張專輯成爲2009年三大暢銷專輯之一。
在2010年底，她與貝爾格萊德熱門唱片騎師The Beatshakers合作，並發行曲風爲電子舞曲的單曲“縱然萬事成疇昔（У инат прошлости）”，而英文版名爲“如今誰人前來阻遏我（Who's Gonna Stop Me Now?）”。

#### 2016年－2018年
在2016年12月26日，納朵棫嬨透過塞爾維亞知名唱片公司City Records發行了其第四張錄音室專輯“凄惶帝國（Царство ）”，她還爲專輯寫了兩首作品，而專輯曲風爲流行-民謠、巴爾幹半島民俗抒情樂、流行及搖滾。

## 唱片目錄

### 正規專輯
- 阿烈山㼀娜·納朵棫嬨 (Александра Радовић, 2003.)
- 結合位點工具 (Доммино, 2006.)
- 恐懼鳥 (Жар Птица, 2009.)
- 凄惶帝國 (Царство, 2016.)

### 精選輯
- 阿烈山㼀娜·納朵棫嬨白金精選輯 (Александра Радовић Платинум Цоллецтион, 2010.)